# アブソルベント
アブソルベント（ABSOLWENT)は1995年、700以上ものウオッカブランドがひしめくポーランドにて、ヨーロッパでも有数の大手酒造メーカーであるポルモス・ビアリストック社より発売されたウオッカである。
現在、日本ではリードオフジャパン株式会社が輸入・販売を行っている。

## パッケージ

### イメージカラー
ポーランドの国旗カラーである赤と白で形成されており、“赤”は王や権力、“白”はピュアを表している。

### シンボルマーク
ラベルに記されているポルモス・ビヤリストック蒸留所のシンボルであるグリフォン(gryphon)とは、ワシの翼とライオンの身体、ロバの耳を持つ伝説上の生物である。
ワシの翼は“俊敏さ”、ライオンの身体は“力”、ロバの耳は“注意力”を表す。

## 商品特徴

### 原材料
ポーランド産の原材料にこだわり、原料となるライ麦は、秋に種がまかれ、夏に収穫期を迎えるデンプン質の高い品種で、街から離れた肥沃な土地にある農場で栽培されたものを厳選して使用。
水は、メーカーが所有するポーランドの手付かずの自然の中の源泉から汲み取り、5つの異なるフィルターで丁寧に濾過し、不純物を取り除いてから使用している。
　

### 製造方法
ポルモス・ビアリストック蒸留所は600年以上続くポーランド伝統の製法を守り、2段階のプロセスを用いている。
- 第1プロセス

およそ70ある契約蒸留所にて、ライ麦由来の酵母を使用し、4日間発酵させ8%までアルコール度数を上げる。
醗酵後、まず銅製の単式蒸留器で丁寧に蒸留し、14世紀当時の製造方法に基づき、ライ麦の豊かな香りと自然な甘みは残しつつ、アルコール度数を88-92％にまで引き上げる。
こうして蒸留されたスピリッツは、ポルモス・ビアリストック蒸留所の厳しい品質検査を受けてから、第2段階の蒸留工程へと移される。
- 第2プロセス

第二段階の蒸留は、ポルモス・ビアリストック社の最新の蒸留施設で行われる。ヨーロッパでも最新の設備を有し、限りなくピュアなスピリッツの製造が可能。
スピリッツは6つのコラムを通され、不純物を取り除く。合計7回の蒸留を経て、アルコール度数は96.5度となる。このスピリッツに加水し、アルコール度数40度に調整する。
多くのウオッカには、二日酔いの元となるアルデヒドやメタノールが微量ながら残っているが、計7回の蒸留で不純物を極限まで取除いたアブソルベントウオッカは、アルデヒド、メタノール残留０である。

## ラインナップ
- アブソルベント　プレミアムウオッカ

　ピュアなウオッカはクリアなテイストで、どんなカクテルにも良く合い、特にフレッシュフルーツ、ハーブを使用したカクテルに最適である。